# Weintrauboa
Weintrauboa is een geslacht van spinnen uit de familie Pimoidae.

## Soorten
- Weintrauboa chikunii (Oi, 1979)
- Weintrauboa contortipes (Karsch, 1881)
- Weintrauboa insularis (Saito, 1935)
- Weintrauboa plana Xu & Li, 2009
- Weintrauboa pollex Xu & Li, 2009
- Weintrauboa yele Hormiga, 2008
- Weintrauboa yunnan Yang, Zhu & Song, 2006